# 野首城
野首城（のくびじょう）は、宮崎県小林市東方・野首にあった日本の城。伊東四十八城の一つ。『日向記』では野久尾城と表記。野頸城とも書く。

## 概要
築城年数、築城者などは不明。伊東四十八城の一つ。
浜ノ瀬川の上流（岩瀬川）に位置し、天然の地形を利用した要害の城。東西南北の全方位に出丸が造られ、川に面していない西側には空堀があったという。

## 歴史
永禄11年（1568年）米良重方が、伊東氏と島津氏による飫肥での戦いにおいて、重方の戦後交渉の尽力により、島津軍の撤退と飫肥領の割譲が成立した功により伊東義祐から賜ったとされる。
『日向記』によるとその後、木崎原の戦いで重方が戦死すると、伊東祐青の弟・新納伊豆守が城主となっていたが、天正4年（1576年）に重方の弟・米良矩重が島津氏に寝返ると小林城と須木城共々、島津の城に帰したとされる（その後、新納は義祐の豊後入りに同行）。
ただし『小林誌』には、天正元年（1573年）3月に城主であった米良美濃守（矩重?）が義祐に背こうとしていることが発覚し島津領へと逃れたために、城の内情が知れるのを憂慮して同年4月に野首城を放棄し「城ヶ尾」（詳細不明）に城を移したと書かれており判然としない。
元和元年（1615年）の一国一城令により廃城。